# Werner Stein (Bildhauer)

Bildhauer Prof. Werner Stein

Ludwig Wilhelm Werner Stein (* 10. Januar 1855 in Braunschweig; † 18. Januar 1930 in Streitwald bei Frohburg) war ein deutscher Bildhauer.

## Leben
Er war der Sohn eines Braunschweiger Korbmachers. Seine Ausbildung erfolgte von 1873 bis 1875 an der Kunstgewerbeschule Nürnberg unter Melchior zur Strassen und von 1875 bis 1879 bei Johannes Schilling in Dresden. Als dessen Schüler war er an der Ausführung des Niederwalddenkmals beteiligt. Bereits 1879 erhielt er eine Professur als Lehrer für Modellieren an der Leipziger Gewerbeschule.
1881 heiratete Stein in Dresden Elisabeth Schwenk (1861–1940). Die Ehe blieb kinderlos.
1902 erwarb er ein Bauerngehöft im Kohrener Land, auf das er sich im Alter zurückzog, um seinen Lebensabend mit ausgedehnten Wanderungen, heimatkundlicher Forschung und bildhauerischer Tätigkeit zu verbringen. Werner Stein verstarb überraschend wenige Tage nach seinem 75. Geburtstag und wurde am 19. Januar 1930 auf dem Friedhof in Greifenhain beerdigt. Gemäß einer testamentarischen Verfügung wurde durch den Leipziger Künstlerverein die Werner-Stein-Stiftung zur Unterstützung mittelloser Leipziger Kunststudenten gegründet. Stein war der langjährige Vorsitzende des Leipziger Künstlervereins.

## Werk
In Leipzig

„Wasser nimmt alles weg, nur schlechte Reden nit.“ – Der Mägdebrunnen in Leipzig (1906).

- 1881: Grabmal für Franz Dominic Grassi mit Marmorskulptur „Lipsia“, Alter Johannisfriedhof
- 1883: Grabanlage für die Verlegerfamilie Julius Klinkhardt, Neuer Johannisfriedhof, jetzt Südfriedhof
- 1883: Fassadenfiguren Raffael und Michelangelo am Ostflügel und Marmorrelief Franz Dominic Grassis im Treppenhaus des alten Museums der bildenden Künste (zerstört)
- 1884: Marmorbüste Justus Radius, Treppenhalle Konservatorium Leipzig
- 1885: Grabmal für Georg Curtius, Neuer Johannisfriedhof, jetzt Lapidarium Alter Johannisfriedhof
- 1892: Mendelssohn-Denkmal vor dem Zweites Gewandhaus (Ausführung durch Hermann Heinrich Howaldt; von den Nationalsozialisten im November 1936 während einer Auslandsreise des Leipziger Bürgermeisters Goerdeler entfernt; Kopie des Denkmals seit 2008 in den Grünanlagen an der Thomaskirche)
- 1899–1900: künstlerische Ausgestaltung des Künstlerhauses
- 1904: Grabmal für den Kunstmaler Anton Dietrich, Südfriedhof
- 1906: Mägdebrunnen auf dem Roßplatz (heute in die Neubebauung von 1953–1955 einbezogen)
- 1908: Grabmalanlage für den Großgrundbesitzer Wilhelm Adam Schmidt, Südfriedhof
- 1909: Froschbrunnen auf dem Rabensteinplatz (teilweise zerstört)
- 1913: Grabmal für den Gesangspädagogen Gustav Borchers, Südfriedhof
- 1913: Grabmal für den Fabrikanten Rudolf Kästner, Südfriedhof
- Marmorbüste König Alberts von Sachsen im Festsaal des Buchhändlerhauses (zerstört)

In anderen Orten
- 1888: Bürgermeister-Smidt-Denkmal auf dem Marktplatz (heute Theodor-Heuss-Platz) in Bremerhaven
- zwei Statuen an der Stadtkirche in Pirna

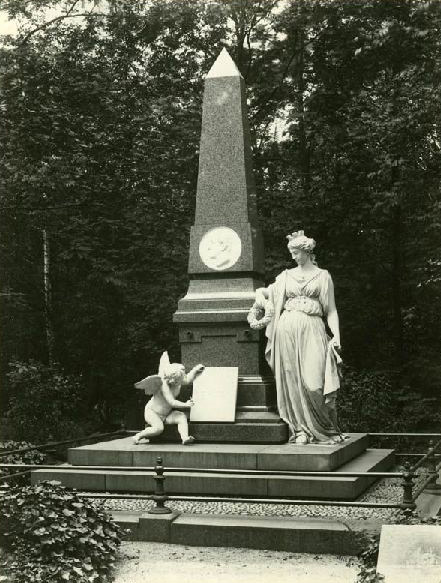
Grabmal Franz Dominic Grassi, historische Aufnahme, Granit und Marmor, 1881
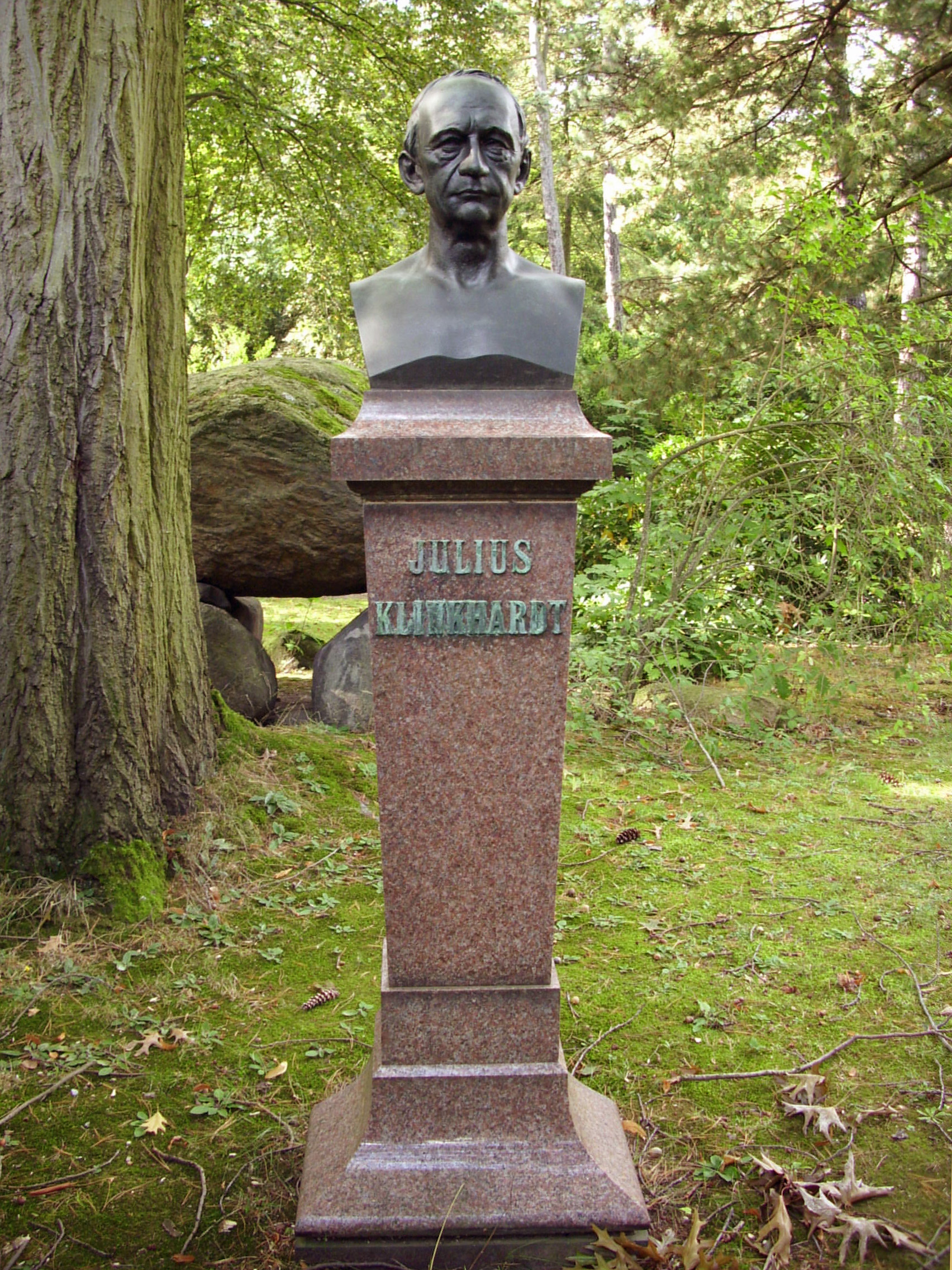
Grabmal mit Bronzebüste für den Verleger Julius Klinkhardt, 1883
Portraitrelief, Grabmal Georg Curtius, Bronze, 1885
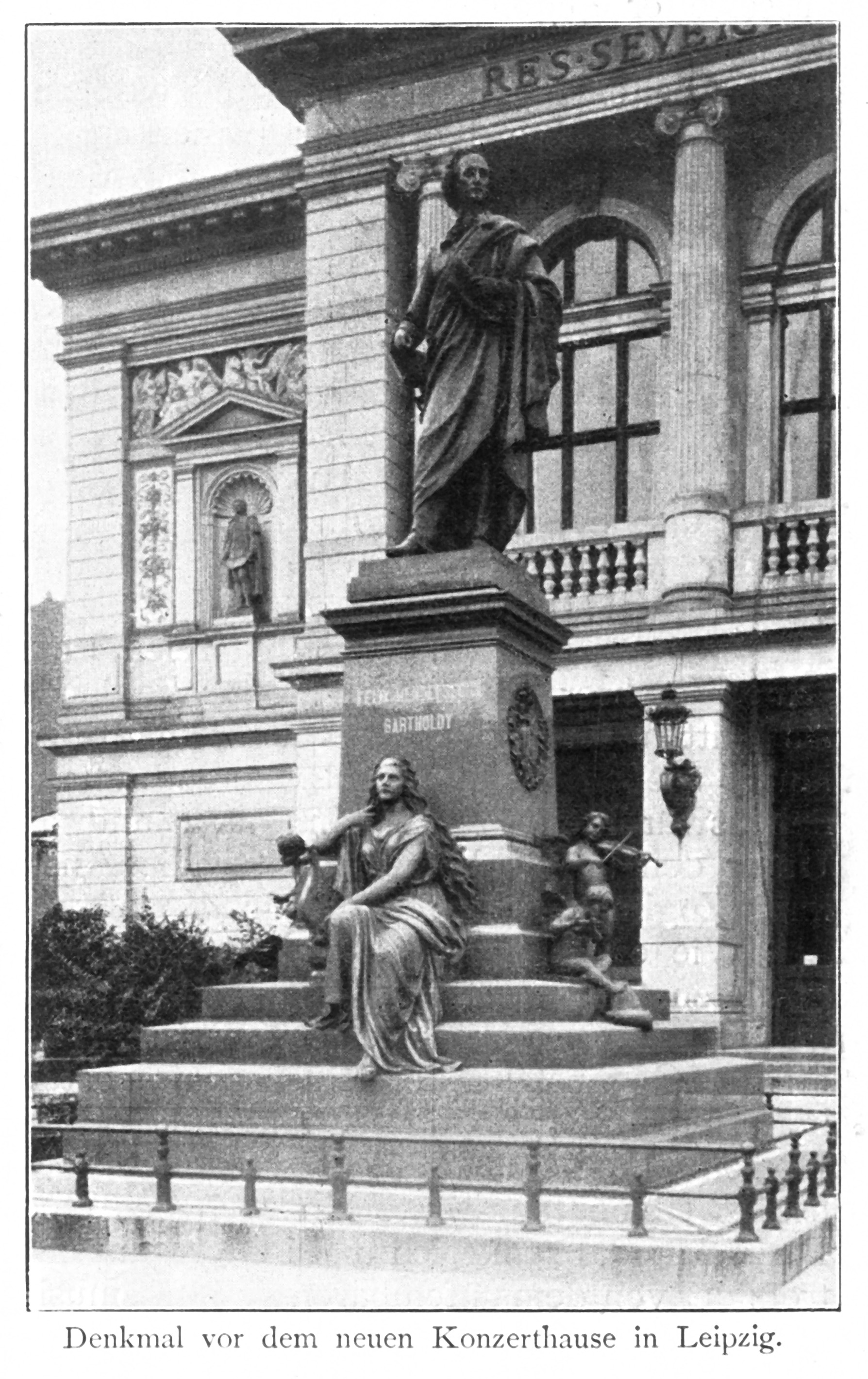
Mendelssohn-Denkmal vor dem 2. Gewandhaus, 1892
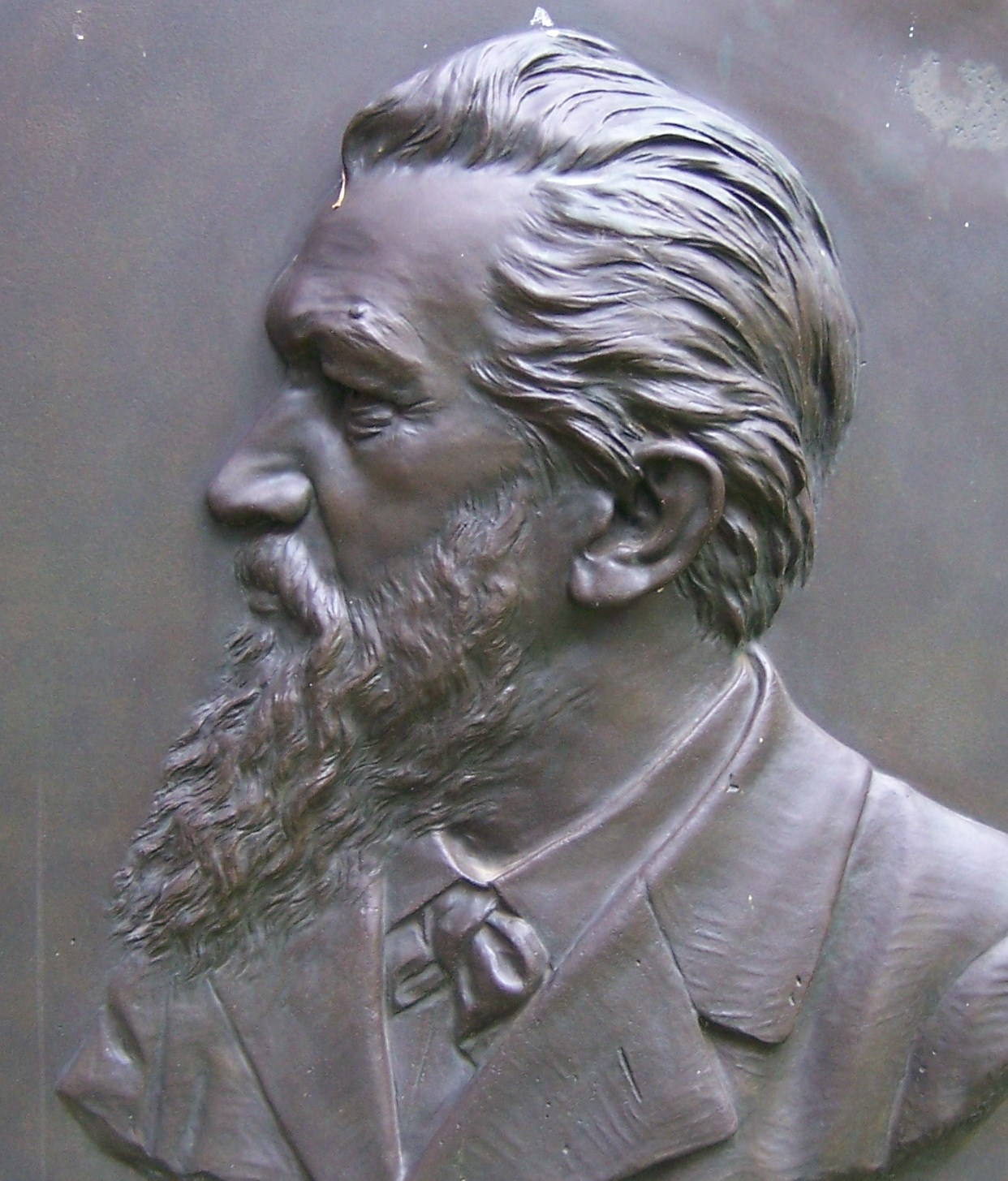
Portraitrelief, Grabmal Anton Dietrich, Bronze, 1904
Büste Kommerzienrat Hugo Wolff-Röder, 1905
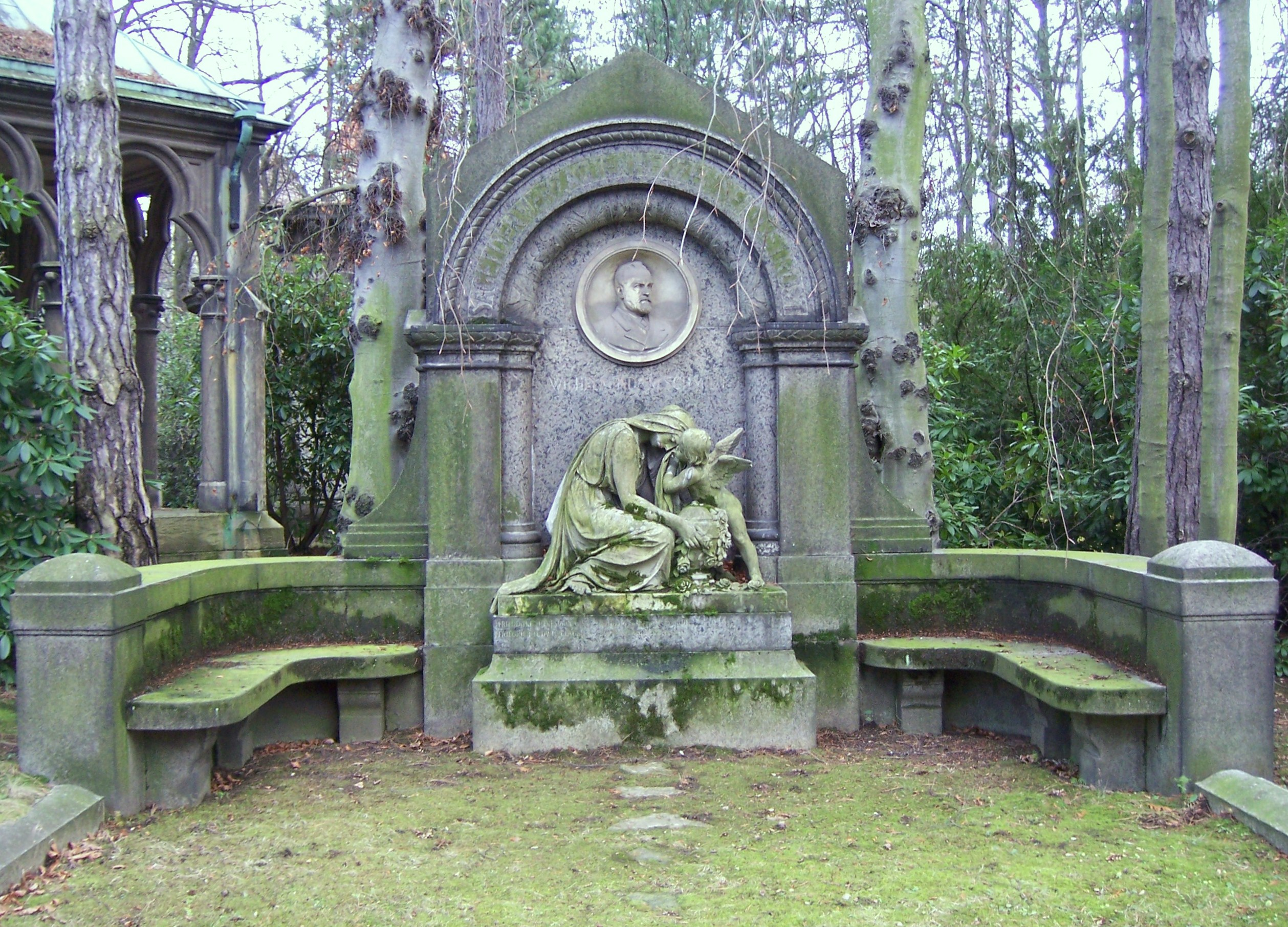
Grabmal Wilhelm Adam Schmidt, 1908
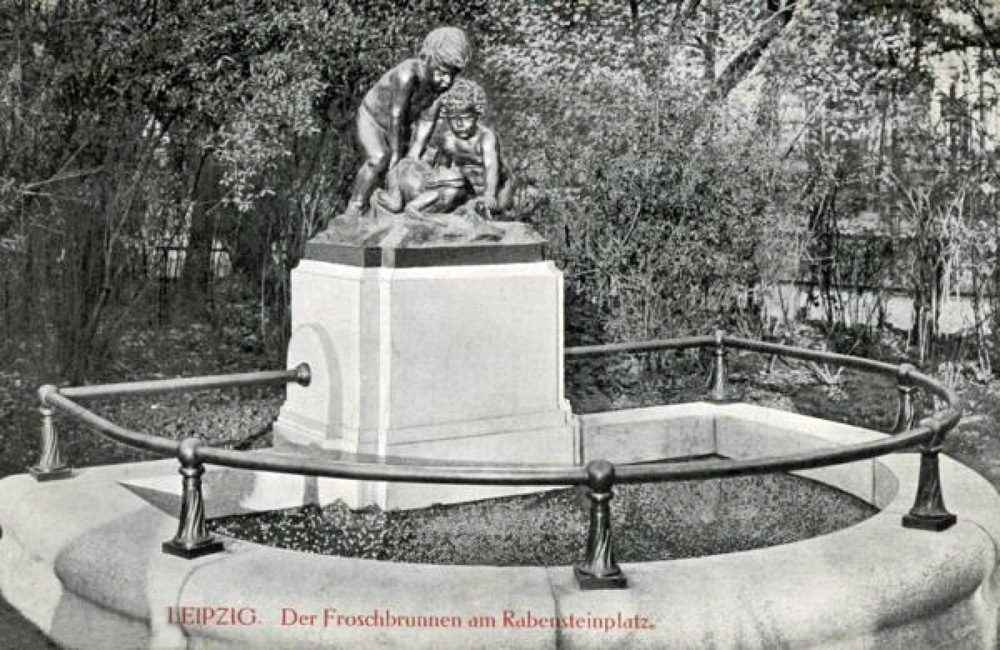
Froschbrunnen auf dem Rabensteinplatz, 1909
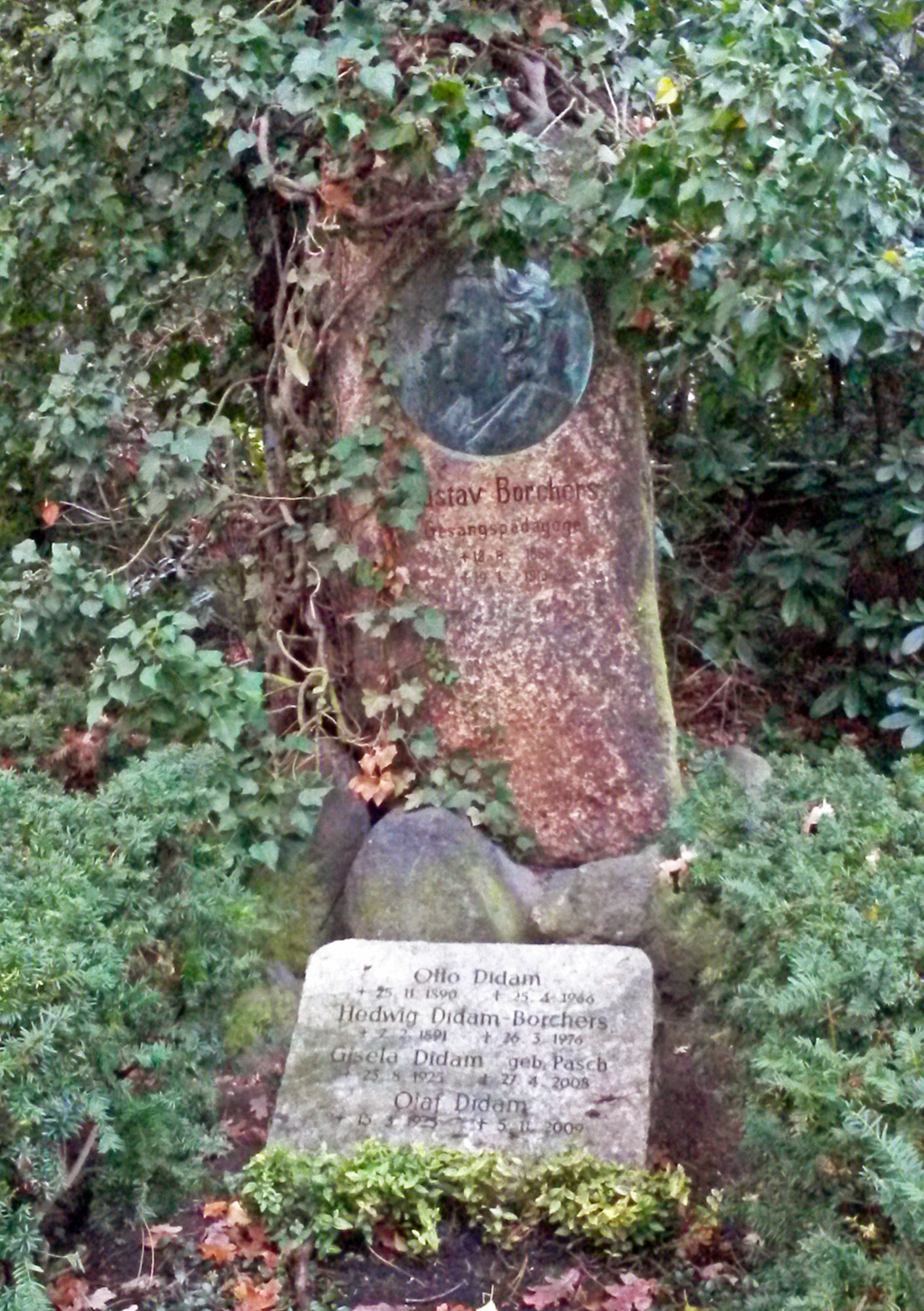
Grabmal Gustav Borchers, 1913
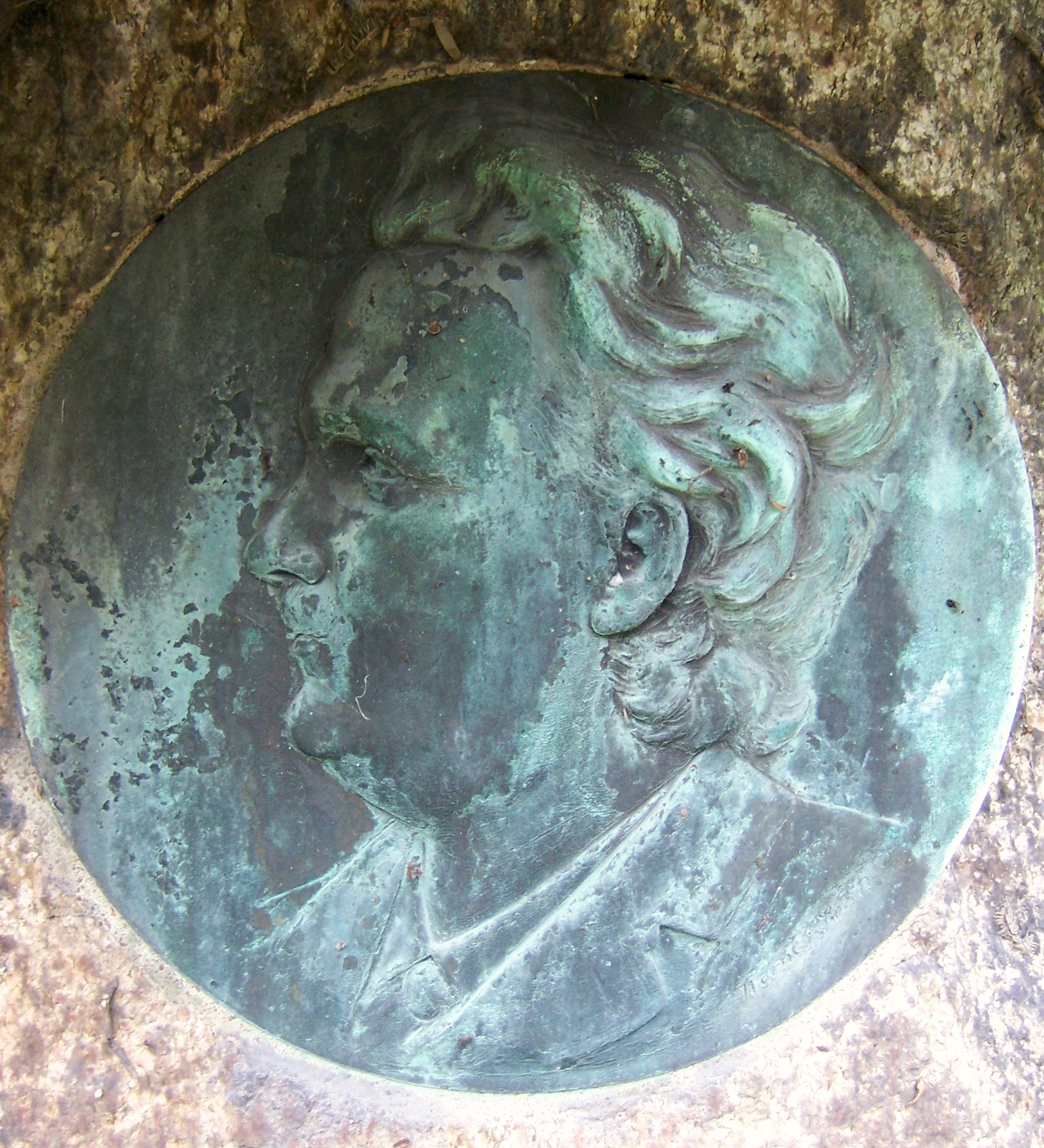
Portraitrelief, Grabmal Gustav Borchers, Bronze, 1913
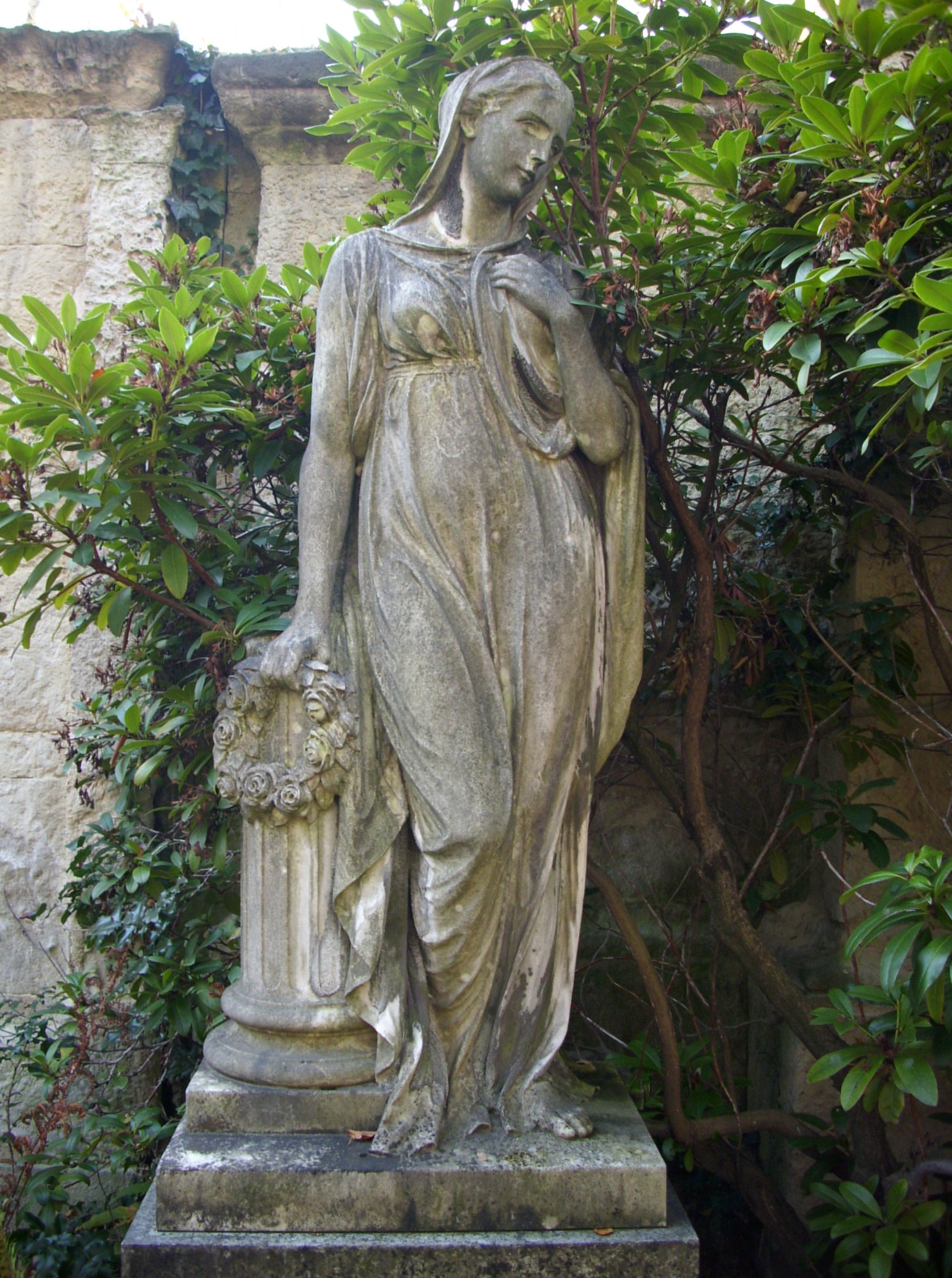
Trauernde, Grabmal Rudolf Kästner, Marmor, 1913